# Ron (album)
| Recensione              | Giudizio |
| ----------------------- | -------- |
| Dizionario del Pop-Rock | [ 1 ]    |
| 24.000 dischi           | [ 2 ]    |

Ron è un album dell'omonimo cantautore italiano, pubblicato nel 1985.  Nel disco compaiono, tra i musicisti, anche Lucio Dalla con lo pseudonimo di Domenico Sputo e Gaetano Curreri, leader degli Stadio. Da segnalare la canzone Tino Carnera dedicata ad un personaggio realmente esistito della sua città di origine, Garlasco.

## Tracce

### LP
Lato A
Testi e musiche di Ron.
1. Beati noi – 4:48
2. Teresa e Michele – 4:52
3. Coriandoli – 4:07
4. 23 dicembre – 4:18

Lato B
Testi e musiche di Ron, eccetto dove indicato.
1. Parliamo un po' di te – 5:36 (Lucio Dalla, Rosalino Cellamare)
2. Caterina – 4:44
3. Tino Carnera – 4:25
4. Un anno da ricordare – 5:16

## Formazione
- Ron - voce, cori, pianoforte, tastiera, chitarra
- Angela Baraldi - voce (brano: Caterina)
- Bruno Mariani - chitarra
- Roberto Costa - basso, cori, tastiera
- Domenico Sputo - sax, cori, clarinetto, tastiera
- Mauro Gherardi - batteria
- Serse May - sintetizzatore, programmazione
- Roberto Sidoli - sintetizzatore
- Gaetano Curreri, Renzo Meneghinello - cori

Note aggiuntive
- Ron e Roberto Costa - produttori (per la Pressing S.r.l.)
- Renzo Cremonini - produttore esecutivo (per la Pressing S.r.l.)
- Registrazioni effettuate negli Studi RCA (Roma) e Fonoprint (Bologna)
- Enzo Martella e Roberto Costa - ingegneri delle registrazioni
- Raffaele Di Maio, Sandro Secondino e Vic Troiani - assistenti ingegneri delle registrazioni
- Mixato da Roberto Costa e Simon Sullivan al Mayfair Recording Studios (Londra)
- Kevin Whyte - assistente al mixaggio (tranne brano Coriandoli, mixato da Owen Davies al Townhouse Studios di Londra, assistente: Ben)
- Francesco Logoluso - artwork copertina album
- Nadir - foto copertina album[3]

## Classifica
Album
| Anno | Classifica | Posizione raggiunta |
| ---- | ---------- | ------------------- |
| 1985 | Hit parade | 10                  |